# 蒂扎克德拉普亚德
蒂扎克德拉普亚德（法語：Tizac-de-Lapouyade，法語發音：[tizak də lapujad]，意为“拉普亚德的蒂扎克”）是法国吉伦特省的一个市镇，属于利布尔讷区。

## 地理
蒂扎克德拉普亚德（45°4'24"N, 0°18'19"W）面积9.4 平方千米，位于法国新阿基坦大区吉倫特省，该省份为法国西南部沿海省份，是法國本土面积最大的省，北起滨海夏朗德省，西临大西洋，南至朗德省，东南接洛特-加龍省，东临多爾多涅省。
与蒂扎克德拉普亚德接壤的市镇（或旧市镇、城区）包括：拉普亚德、拉吕斯卡德、马朗桑、马尔瑟奈、佩里萨克、圣西耶达布扎克。

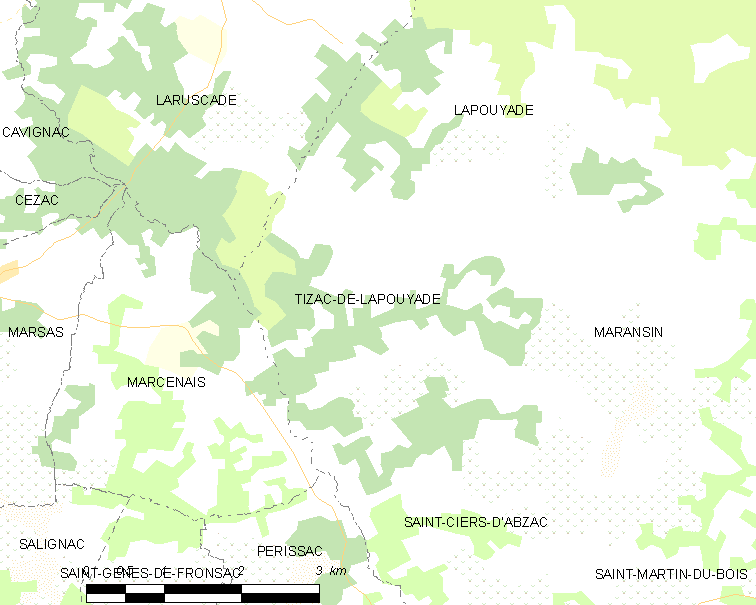
蒂扎克德拉普亚德的OSM定位图

蒂扎克德拉普亚德的时区为UTC+01:00、UTC+02:00（夏令时）。

## 行政
蒂扎克德拉普亚德的邮政编码为33620，INSEE市镇编码为33532。

## 政治
蒂扎克德拉普亚德所属的省级选区为北利布尔奈县。

## 人口

1962-2008年间蒂扎克德拉普亚德人口变化图示

蒂扎克德拉普亚德于2022年1月1日时的人口数量为475人。